# Historisches Rathaus Wolgast

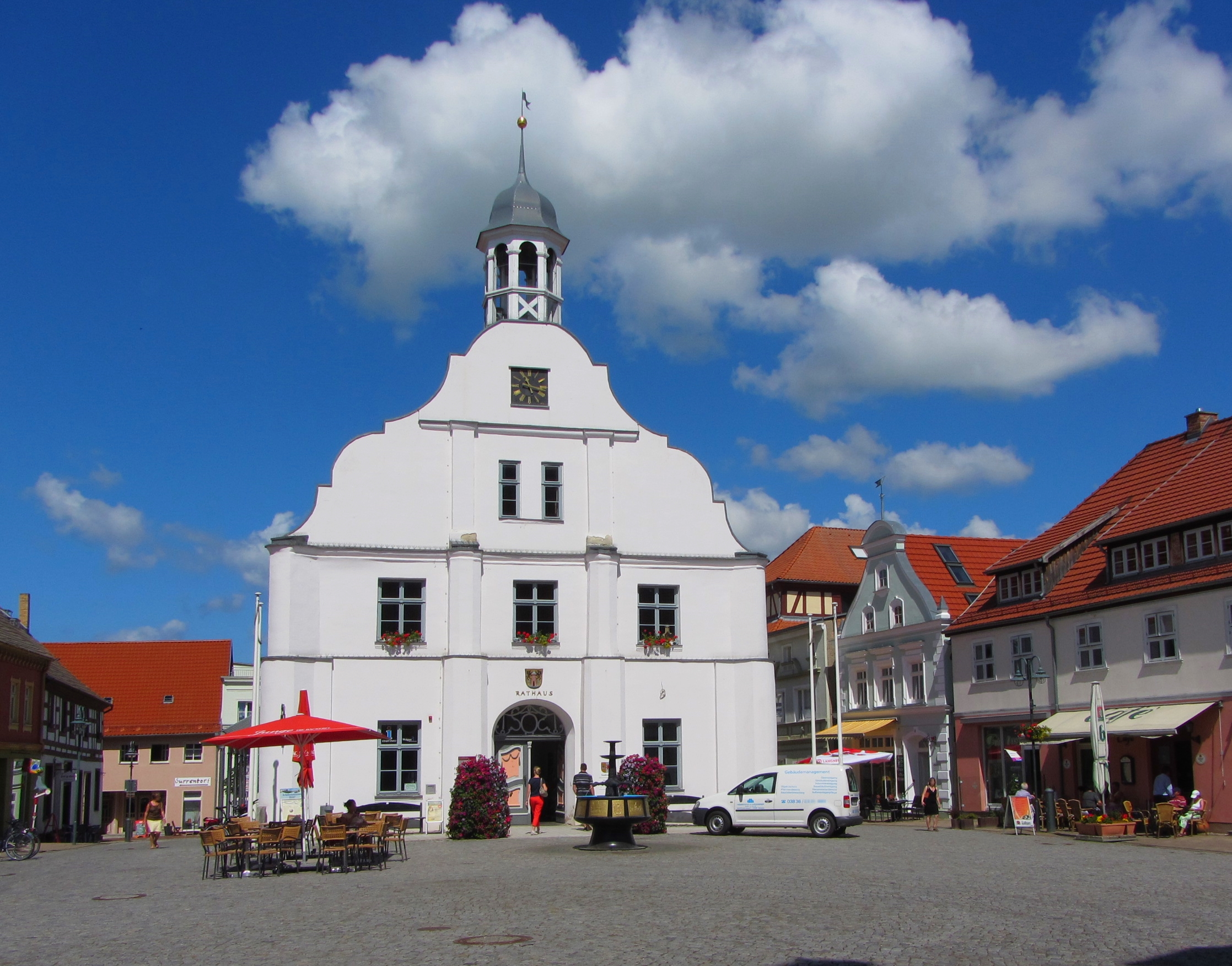
Historisches Rathaus in Wolgast

Das Historische Rathaus Wolgast ist ein Putzbau vom Anfang des 18. Jahrhunderts. Das unter Denkmalschutz stehende Gebäude ist eines der Wahrzeichen der Stadt Wolgast im Landkreis Vorpommern-Greifswald des deutschen Bundeslandes Mecklenburg-Vorpommern. Nach dem Umzug der meisten Verwaltungen der Stadt in das Technische Rathaus dient es hauptsächlich repräsentativen und touristischen Zwecken.

## Geschichte
Ein Vorgängerbau wurde wahrscheinlich im 14. Jahrhundert errichtet. Bei Stadtbränden in den Jahren 1512 und 1628 wurde das mittelalterliche Rathaus zerstört. Die letzte Zerstörung fand 1713 während des Großen Nordischen Krieges statt, als russische Truppen Wolgast niederbrannten. Der Wiederaufbau erfolgte in der Zeit von 1718 bis 1724 auf dem Grundriss und unter Verwendung von Resten des zerstörten Vorgängerbaus. Bereits 1722 fand wieder eine Ratssitzung im Gebäude statt. In dieser Zeit erhielt das Rathaus bis auf die 1780 errichtete Laterne sein heutiges Aussehen.
Neben der Ratsstube enthielt das Gebäude das Stadtarchiv, die Ratswaage und ein Gefängnis. Im Obergeschoss befanden sich zwei Säle. Im Untergeschoss war der Ratsweinkeller untergebracht. Außerdem hatten der Kellermeister und die Dienstleute der Stadtwaage im Rathaus ihre Wohnungen. 1826 wurde in der ehemaligen Ratsstube im Erdgeschoss die Polizei untergebracht. Als Ratssaal wurde von 1826 bis 1829 einer der beiden Säle im Obergeschoss eingerichtet.
In den Jahren 1999 bis 2000 wurde das Historische Rathaus umfassend saniert. Im Gebäude verblieben das Standesamt, das Kulturamt und die Stadtinformation, während die übrigen Verwaltungen in das Technische Rathaus in der Burgstraße umzogen.

## Lage und Beschreibung

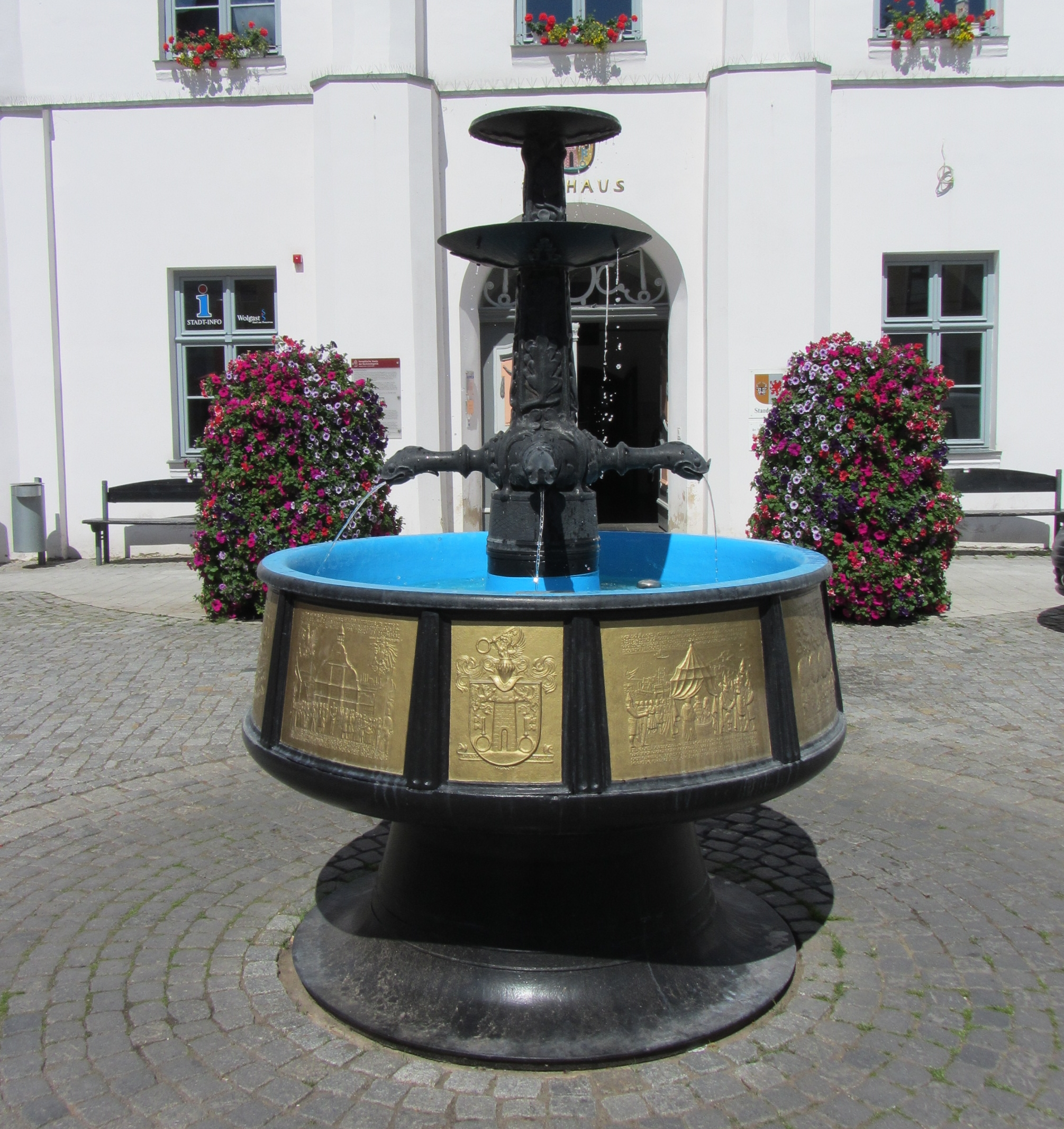
Brunnen vor dem Rathaus

Das Wolgaster Rathaus ist das zentrale Gebäude des Rathausplatzes, einem früheren Marktplatz der Stadt. Mit seinem Marktgiebel weist es in Richtung der Wolgaster Petrikirche. Vor dem Giebel steht ein Brunnen, dessen 10 Reliefs Szenen der Stadtgeschichte darstellen. Der Brunnen aus dem Jahr 1936 ist eine Arbeit von Kurt Baer (1900–1945). Von der Rückfassade des Rathauses führt die Kleinbrückenstraße direkt zum Hafen und zur Schlossinsel.
Das Rathaus ist ein zweigeschossiger, freistehender Putzbau mit einem dreiachsigen Giebel zum Rathausplatz (Markt) und siebenachsigen Seiten. Die Fassade des geschweiften Marktgiebels ist durch abgestufte Strebepfeiler und verkröpfte Geschossgesimse gegliedert. An der Rückseite befinden sich seitliche pfeilerartige Verstärkungen. Eine Lisenengliederung am hinteren Giebel ist der Rest des spätgotischen Blendschmucks. Das Satteldach ist mit Schleppgauben ausgestattet.